# 高橋一生
高橋 一生（たかはし いっせい、1980年12月9日 - ）は、日本の俳優。
東京都港区赤坂出身。舞プロモーション（事務所）、ユニバーサルシグマ（レコードレーベル）所属。弟はnever young beachの安部勇磨。妻は女優の飯豊まりえ。

## 来歴
幼少期にふさぎがちだったのを見ていた祖母が様々な習い事をさせてくれたが、どれも長くは続かなかった。しかし、習い事のひとつであった児童劇団の発表会で祖母が泣いて喜んでくれているのを見て、俳優を続ける決心をした。小学校時代は赤坂御用地の近くに実家があったため、赤坂御所で宮仕えしている人たちの子どもが同級生に多く、そういった友人の縁から赤坂御所の中によく入れてもらい、御所内にいるたぬきを追いかけて遊んでいた。
1990年の映画『ほしをつぐもの』で映画初出演。1995年、スタジオジブリ製作のアニメーション映画『耳をすませば』では主要キャラクター・天沢聖司の声を演じた。2001年から劇団扉座に入団し、舞台『フォーティンブラス』で準主役デビュー。
1999年に堀越高等学校を卒業。クラスメイトにV6（当時）の岡田准一、女優・タレントの新山千春、女優・スタイリストの野波麻帆がいる。
2004年のテレビドラマ『怪奇大家族』で連続ドラマ初主演。
2006年公開の映画『MEATBALL MACHINE ミートボールマシン』で映画初主演。
2015年のテレビドラマ『民王』で貝原茂平役を演じ、第1回コンフィデンスアワード・ドラマ賞と第86回ザテレビジョンドラマアカデミー賞でそれぞれ助演男優賞を受賞。
2016年に放送されたスペシャルドラマのうちの1本『民王 スピンオフ〜恋する総裁選〜』とネット配信限定の番外編ドラマ『民王番外編 秘書貝原と6人の怪しい客』で主役となり、『民王 スピンオフBOOK【貝原編】』も発売された。
2017年にはテレビドラマ『カルテット』に出演し、それによって第7回コンフィデンスアワード・ドラマ賞の助演男優賞を受賞、さらに同賞の年間大賞においても助演男優賞を受賞するなど、年間を通した役者活動も高い評価を受けた。また、NHKでは大河ドラマ『おんな城主 直虎』、連続テレビ小説『わろてんか』に準主役級で相次いで出演。同年3月には女性誌『an・an』のヌードグラビアに登場する。2017上半期ブレイク俳優ランキング（オリコン調べ）において、10代から50代までの男女対象の世代別ランキングでもすべて首位となる。『おんな城主 直虎』の小野但馬守政次役の芝居ではザテレビジョンドラマアカデミー賞助演男優賞などを受賞し、視聴者に「政次ロス」をもたらしたとされた。
2018年、テレビドラマ『僕らは奇跡でできている』（2018年10月 - 12月、関西テレビ・フジテレビ系）で民放ゴールデン・プライム帯テレビドラマに初主演。
2018年10月期から2019年4月期の間、3期連続で連続ドラマの主演を務めた（『僕らは奇跡でできている』、『みかづき』、『東京独身男子』）。『東京独身男子』（2019年4月 - 6月、テレビ朝日）では、主演を務めるだけでなく主題歌も担当し、これが正式な歌手デビュー作となった。
2019年9月、音楽番組『The Covers』に東京スカパラダイスオーケストラのゲストヴォーカルとして出演し、初の音楽番組出演となった。東京スカパラダイスオーケストラと共にエレファントカシマシの楽曲「俺たちの明日」を歌唱し、CMソングにもなっていた「Paradise Has no border」をブルースハープで演奏した。

## 人物
東京都港区赤坂に長男として生まれる。母親が3度の結婚をしたため、ミュージシャンの安部勇磨（三男）を含めて4人の異父弟がいる。1番年の離れた弟との歳の差は18歳であり、弟たちに対しては赤ん坊の頃からおむつを替えるなどの世話をし、成長してからも家計簿を付けさせるなど父親代わりの役目もしていた。母親は2015年に没したが10年ほど不仲で、癌で亡くなる1週間前にようやく対面して和解し、最期を見送った。
特技はスケートボード、バスケットボール、ギター、ブルースハープ。自宅にある家具や植物には名前を付ける癖がある。
自転車が好きで、オーダーメイドの自転車を持っている。自宅にもスピンバイクが置いてあり、毎日20キロメートルほど漕いでいる。
1995年に公開された『耳をすませば』における声の出演をきっかけに役者業を続けていきたいと思うようになり、役者として活動しやすい事務所に移籍した。その後、内に引きこもる役の印象が当時あったためか似ている役を演じる時期が続き、当初は役者として評価されることはなかった。転機となったのは2013年に放送されたドラマ『Woman』（日本テレビ系）において演じた主人公の担当医役で、そこで今までの自分にはない新しいイメージの役を脚本家に書き下ろしてもらえたことをきっかけにこんなキャラクターもできるんだと認知してもらい、それ以降様々なタイプの役にキャスティングしてもらえるようになったので、高橋は「この役に出会っていなければ、おじさんになっても悩んでいるハムレットのようになっていたかもしれません」と今までの役者人生を振り返っている。
観客の人たちやキャスティングをする人たちにとって「次はこんな役をやらせてみよう」と想像力を刺激するような役者でありたいとインタビューの中で答えている。
松尾諭とは10年来の親しい友人。松尾の著書『拾われた男』の文庫版の巻末には、拾われた男の友人の役者として高橋による「松尾くんの自伝に寄せる文」が掲載されている。そこでは「松尾くんと会ったのは2010年の冬だった」と述べられているほか、松尾とのエピソードが垣間見れる。
瀬戸康史とは、2015年の舞台『マーキュリー・ファー』で兄・弟役として共演して以来親しく、高橋の家に瀬戸が遊びにくることもある。
高校の同級生である岡田准一とは昔から仲が良く、高橋が岡田に山登りを勧めたため、岡田からは（山登りの）「先生」とも呼ばれている。
橋爪功や志尊淳とも親交がある。
好きなお笑い芸人にFUJIWARA・原西孝幸の名前を挙げている。
とても好きなアーティストにエレファントカシマシの名を挙げており、エレファントカシマシのトリビュートアルバム『カヴァーアルバム3 〜A Tribute To The Elephant Kashimashi〜』で「俺たちの明日」をカバーした。そして主演ドラマで主題歌を歌うと決まった際には自ら、敬愛する宮本浩次にプロデュースをオファーした。宮本はデビュー以来30年間、自身のバンド以外での楽曲提供及びプロデュースを一度も行っていなかったが、高橋ならばと快諾し、実現に至った。
また、松任谷由実も大好きであり、松任谷のラジオにおいて松任谷の新作アルバムへのレビューコメントを発表し、本人へその想いを語った。
加えて、好きなアーティストに藤井フミヤの名を挙げており、2017年5月28日に静岡県浜松市内で開催された『おんな城主 直虎コンサート』でフミヤの楽曲「Little Sky」をフミヤとともにデュエットした。
私生活では2024年5月16日、女優の飯豊まりえと結婚したことを公式サイトを通じて発表した。

## 受賞歴
2012年
- 平成24年度（第67回）文化庁芸術祭 演劇部門 新人賞（世田谷パブリックシアタープロデュース『4 four』の演技）

2015年
- 第1回コンフィデンスアワード・ドラマ賞 助演男優賞（『民王』）
- 第86回ザテレビジョンドラマアカデミー賞 助演男優賞（『民王』）

2017年
- 第7回コンフィデンスアワード・ドラマ賞 助演男優賞（『カルテット』）
- オリコン上半期ブレイク俳優ランキング 全世代1位
- 第30回日本メガネベストドレッサー賞 芸能界部門（男性）
- Pen クリエイター・アワード 2017
- 第15回ウラジオストク国際映画祭 最優秀男優賞（『blank13』）
- Yahoo!検索大賞2017 俳優部門賞
- 第95回ザテレビジョンドラマアカデミー賞 助演男優賞（『おんな城主 直虎』）

2018年
- エランドール賞 新人賞（『THE LIMIT OF SLEEPING BEAUTY-リミット・オブ・スリーピング ビューティ-』『カルテット』『おんな城主 直虎』『わろてんか』『民衆の敵〜世の中、おかしくないですか!?〜』）
- コンフィデンスアワード・ドラマ賞 2017 年間大賞 助演男優賞（『カルテット』、NHK大河ドラマ『おんな城主 直虎』）
- 第55回ギャラクシー賞 テレビ部門個人賞（『おんな城主 直虎』『民衆の敵〜世の中、おかしくないですか!?〜』『わろてんか』）
- 2018年 上半期 TV-CM会社数ランキング1位（10社・AGC/旭硝子、NTTドコモ、P&G、キリンビール、キリンビバレッジ、クラシエ、ブシュロンジャパン、ミツカン、森永乳業、保険のビュッフェ）
- 第35回ベストジーニスト2018 協議会選出部門
- 第47回ベストドレッサー賞 芸能部門
- 第31回日刊スポーツ映画大賞・石原裕次郎賞 助演男優賞（『空飛ぶタイヤ』『嘘を愛する女』『億男』）

2019年
- 第20回ベストフォーマリスト 男性部門
- 第102回ザテレビジョンドラマアカデミー賞 助演男優賞（『凪のお暇』）

2020年
- 第14回声優アワード キッズ・ファミリー賞（『ムーミン谷のなかまたち』キャスト一同として）
- 第45回（2019年度）菊田一夫演劇賞（『天保十二年のシェイクスピア』の佐渡の三世次の役の演技に対して）

2021年
- 紺綬褒章
- 第107回ザテレビジョンドラマアカデミー賞 助演男優賞（『天国と地獄〜サイコな2人〜』）

2022年
- 第29回（2021年）読売演劇大賞最優秀男優賞（『フェイクスピア』の演技）

## 出演

### 映画
- ほしをつぐもの（1990年2月3日、松竹富士） - 遠藤正平 役
- よい子と遊ぼう / J・MOVIE・WARS II 平山秀幸篇（1994年10月15日、ビターズ・エンド） - 並夫 役
- ひめゆりの塔（1995年5月27日、東宝） - 大屋健一 役
- 友子の場合（1996年8月10日、東映） - 岡田時雄 役
- 友情 Friendship（1998年5月16日、東映） - 竹内 役
- 虹の岬（1999年4月3日、東宝） - 一彦 役
- ホワイトアウト（2000年8月19日、東宝） - 雨宮健二 役
- 好き(チャーシュー麺)（2000年11月24日から2001年3月31日まで配信していた、3話構成のインターネット映画 / クリックシネマ） - 少年A（安藤秋生） 役
- DRUG（2001年5月26日、青少年育成国民会議） - 秀人 役
- リリイ・シュシュのすべて（2001年10月6日、ロックウェル・アイズ） - 池田先輩 役
- 恋愛寫眞 Collage of Our Life（2003年6月14日、松竹） - 関口恭平 役
- キル・ビル Vol.1（2003年10月25日、ミラマックス、ギャガ） - クレイジー88構成員 役
- 半落ち（2004年1月10日、東映） - 池上一志 役
- 世界の中心で、愛をさけぶ（2004年5月8日、東宝） - 大木龍之介（高校生時代） 役
- 茶の味（2004年7月17日、クロックワークス、レントラックジャパン、ビズメディア） - 囲碁部部長 役
- スウィングガールズ（2004年9月11日、東宝） - 山河高校吹奏楽部の部長 役
- LOVEHOTELS（2006年6月3日、アートポート） - 春樹 役
- MEATBALL MACHINE -ミートボールマシン-（2006年9月23日、バイオタイド） - 主演・ヨウジ 役
- LOVE MY LIFE（2006年12月9日、トライネットエンタテインメント、タキ・コーポレーション） - タケちゃん 役
- マリッジリング（2007年12月8日、アートポート） - 藤沢佳介 役
- pieces of love Vol.2「わかばちゃん」 （2008年、東宝）
- デトロイト・メタル・シティ（2008年8月23日、東宝） - 佐治秀紀（佐治くん） 役
- TOKYO SKY STORY（2013年5月23日） - コウジ 役
- シン・ゴジラ（2016年7月29日、東宝） - 安田龍彦 役[68][69][70][5]
- ゾウを撫でる（2017年1月14日、シネムーブ） - 鏑木孝一 役
- 3月のライオン（前編 2017年3月18日・後編 2017年4月22日、東宝） - 林田高志 役[71]
- THE LIMIT OF SLEEPING BEAUTY-リミット・オブ・スリーピング ビューティ-（2017年10月21日、アーク･フィルムズ） - カイト 役[72]
- 嘘を愛する女（2018年1月20日、東宝） - 小出桔平 役[73]
- blank13（2018年2月3日、クロックワークス） - 主演・松田コウジ 役[74]
- 空海-KU-KAI- 美しき王妃の謎（2018年2月24日、東宝） - 白楽天 役（日本語吹き替え）[75]
- 空飛ぶタイヤ（2018年6月15日、松竹） - 井崎一亮 役
- 億男（2018年10月19日、東宝） - 主演・古河九十九 役（佐藤健とのW主演）[76]
- 九月の恋と出会うまで（2019年3月1日、ワーナー・ブラザース映画） - 主演・平野進 役（川口春奈とのW主演）[77]
- 引っ越し大名！（2019年8月30日、松竹） - 鷹村源右衛門 役[78]
- ロマンスドール（2020年1月24日、KADOKAWA） - 主演・北村哲雄 役[79]
- スパイの妻〈劇場版〉（2020年10月16日、ビターズ・エンド） - 福原優作 役[80]
- るろうに剣心 最終章 The Beginning（2021年6月4日、ワーナー・ブラザース映画） - 桂小五郎 役[81]
- シン・ウルトラマン（2022年5月13日、東宝） - ウルトラマン 役（声の出演）[82][83]
- 岸辺露伴 ルーヴルへ行く（2023年5月26日、アスミック・エース） - 主演・岸辺露伴、山村仁左右衛門 役[84]
  - 岸辺露伴は動かない 懺悔室（2025年5月23日、アスミック・エース） - 主演・岸辺露伴[85]

### テレビドラマ
- 続続・三匹が斬る！ 第5話「謎の邪馬台国！王冠を守る霊感美女」（1990年2月8日、テレビ朝日） - 留吉 役
- 刑事貴族 第1話「その時、狼はめざめた」（1990年4月13日、日本テレビ）
- ニューヨーク恋物語II・男と女（1990年10月18日 - 12月22日、フジテレビ） - 戸上和典 役
- ルージュの伝言 VOL.7「中央フリーウェイ」（1991年5月15日、TBSテレビ）
- コラ！なんばしよっと（1992年、NHK総合） - 鉄矢の級友 役
- 愛らぶ家族（1992年、中部日本放送）
- 半七捕物帳 第1話「仏の半七鬼になる！」（1992年10月13日、日本テレビ） - 太市 役
- 特捜エクシードラフト 第38話「不発弾、出前一丁」（1992年10月25日、テレビ朝日） - 大崎太郎 役
- 恐竜戦隊ジュウレンジャー 第47 - 50話（1993年1月22日 - 2月12日、テレビ朝日） - カイ 役
- サザエさん2（1993年4月9日、フジテレビ）
- 特集・少年ドラマ「夏の庭」（1993年8月28日、NHK-FM）
- よい子と遊ぼう / J・MOVIE・WARS II 平山秀幸篇（1994年7月12日、WOWOW） - 並夫 役
- KIRARA（1996年7月6日 - 8月17日、テレビ朝日）
- チキチキバンバン（1996年9月25日、日本テレビ）
- 釣りデカ事件簿 海の密室殺人事件（1997年2月21日、フジテレビ） - 朝倉誠 役
- Dの遺伝子 Fiction Documentary第10話「ドラッグ・ブレンダー」（1997年6月16日、フジテレビ）
- 火曜サスペンス劇場 （日本テレビ）
  - 夜間中学（1998年1月20日） - 宮下秀紀 役
  - 盲人探偵・松永礼太郎10・復讐幻想（1998年11月3日） - 浅野真次 役
  - 言えない関係（2002年11月19日） - 相川栄一
  - 取調室19（2003年5月27日） - 八坂光彦 役
  - 警部補 佃次郎21・妻の初恋（2005年9月6日） - 富沢駿 役
- 庭師サッちゃん（1998年1月24日 - 3月19日、NHK総合） - 叶福助 役
- 美少女H（フジテレビ） 
  - 2話「恋する乙女」（1998年4月27日） - 西村 役
  - 16話「少女の目標」（1998年8月3日）
- Y氏の隣人 第４話「僕の神様」（1998年4月５日、TBSテレビ）
- 土曜ワイド劇場（テレビ朝日）
  - 事件6（1998年7月4日） - 岩本勇一 役
  - 保護司・夏目清一（1999年12月11日） - 森本修 役
  - 殺意の涯て－広域指定188号の女（2000年12月23日） - 松村洋 役
  - 女刑事ふたり 第1話「眠れる殺意」（2002年9月14日、テレビ朝日） - 川島将太 役
- せつない 第19話「線香花火」（1998年8月12日、テレビ朝日） - 彰 役
- 金曜エンタテイメント『悪いこと 第３話「言いません」』（1998年8月21日、フジテレビ&共同テレビ） - 平田則文 役
- 学校の挑戦（1998年9月21日、ABCテレビ）
- なっちゃん家 第7話「なっちゃん家の鏡」（1998年11月14日、テレビ朝日）
- 少年たち（1998年12月5日 - 12月19日、NHK総合） - 杉田耕一 役
- しくじり鏡三郎第１話（1999年4月2日、NHK総合） - 平吉 役
- L×I×V×E 第4話「さよなら吹奏楽部」（1999年4月9日 - 6月25日、TBSテレビ） - 斉藤 役
- 大河ドラマ（NHK総合）
  - 元禄繚乱 第30回・第32回 - 第36回・第41回 - 最終回（1999年8月1日 - 12月12日） - 柳沢吉里 役
  - 新選組！ 第32回・第39回・第44回 - 第46回 （2004年8月15日 - 11月21日） - 松平定敬 役
  - 風林火山 第3回・第4回・第7回 - 第10回・第12回 - 第15回・第20回 - 第27回・第29回 - 第41回・第43回・第45回 - 最終回（2007年1月21日 - 12月16日） - 駒井政武 役
  - 軍師官兵衛 第5回 - 最終回（2014年2月2日 - 12月21日） - 井上九郎右衛門 役
  - おんな城主 直虎 第5回 - 第33回（2017年2月5日 - 8月20日） - 小野但馬守政次 役[86]
- コワイ童話「親ゆび姫」（1999年9月13日 - 10月4日、TBSテレビ） - 君島祐一 役
- 3年B組金八先生 第5シリーズ #18「自分を探す旅」（2000年2月24日、TBSテレビ） - 寿司屋の配達バイト 役
- 池袋ウエストゲートパーク 第3話・第6話・第7話・第10話・第11話（2000年4月28日- 6月23日、TBSテレビ） - 森永和範 役
  - 池袋ウエストゲートパーク「スープの回」（2003年3月28日）
- はみだし刑事情熱系
  - 第5シリーズ 第4話「17歳の反抗と逃亡!!娘が去った父と母…」（2000年10月25日、テレビ朝日） - 三浦悟 役
  - 第6シリーズ 第10話「涙の医療ミス殺人!!父と村埋めの危険な同居」（2001年12月5日、テレビ朝日） - 赤城強志 役
- HERO 第10話（2001年3月12日、フジテレビ） - 古田晋一 役
- ウルトラシリーズ
  - ウルトラマンコスモス 第21話・第22話・第63話（2001年、毎日放送） - ミツヤ 役
  - ウルトラQ dark fantasy 第19話「レンズ越しの恋」（2004年8月3日、テレビ東京） - 矢島忠/矢島茂雄 役
  - ウルトラゾーン 第9話（2011年10月16日）
- 世にも奇妙な物語（フジテレビ）
  - 世にも奇妙な物語 '01秋の特別編「ドラマティックシンドローム」（2001年10月4日） - 隆幸 役
  - 世にも奇妙な物語 25周年記念！秋の2週連続SP「箱」（2015年11月28日） - 吉野大輔 役
  - 世にも奇妙な物語 '16春の特別編「クイズのおっさん」（2016年5月28日） - 主演・古賀三郎 役（松重豊とW主演）[87]
- こちら第三社会部 第1話「カムバック」（2001年10月8日、TBSテレビ） - 野島哲史 役
- ハンドク!!! 第7話「生命のリレー」（2001年11月21日、TBSテレビ） - 南野風 役
- 救命病棟24時 新春スペシャル（2002年1月1日、フジテレビ） - 大丸 役
- 税務調査官・窓際太郎の事件簿8（2002年1月14日、TBSテレビ） - 船津陽一 役
- 犯罪交渉人ゆり子2「水上温泉立てこもり事件！」（2002年4月3日、テレビ東京） - 児玉綾人 役
- 遺言 桶川ストーカー殺人事件の深層（2002年10月28日、日本テレビ）
- みちのく紅花街道殺人事件！（2003年3月15日、テレビ朝日） - 島村信彦
- 盲導犬クイールの一生 第１話「はじめてのさようなら」（2003年6月16日、NHK総合） - 水戸レンの息子 役
- 菊次郎とさき 第5話（2003年7月31日、テレビ朝日）
- はぐれ刑事純情派 第17シリーズ 第6話「青年介護士の犯罪!?優しい男がキレる時」（2004年8月11日、テレビ朝日） - 河口竜也 役
- 怪奇大家族（2004年10月3日 - 12月26日、テレビ東京） - 主演・忌野清四 役
- 日本の歴史  第4話「関ヶ原の戦い」（2005年9月17日、フジテレビ）
- 相棒（テレビ朝日） - 安斉直太郎 役
  - Season 4 第4話「密やかな連続殺人」・第5話「悪魔の囁き」（2005年11月2日・9日）
  - Season 5 第5話「悪魔への復讐殺人」（2006年11月8日）
- クライマーズ・ハイ（2005年12月10日・17日、NHK総合） - 安西燐太郎 役
- ケータイ刑事 銭形雷 1stシリーズ 第17話「ミステリー作家は二度死ぬ?〜江戸川サンポ殺人事件」（2006年1月1日、BS-i） - 江戸川清 役
- 少しは、恩返しができたかな（2006年3月22日、TBSテレビ） - 北原雅一 役
- 吾輩は主婦である 第27話- （2006年5月22日 - 7月14日、TBSテレビ） - 朝野匠（ペンネーム：夜しずか） 役
- 土曜プレミアム「死亡推定時刻」（2006年9月9日、フジテレビ） - 渡辺利一（回想） 役
- 涙そうそう4時間スペシャル「電話ボックスの兄妹」（2006年9月29日、TBSテレビ）
- 恋する日曜日 ニュータイプ 第12話（2006年12月23日、BS-i） - 秋山和之 役
- 特急田中3号第3話・第4話・第7話-第9話（2007年4月27日 - 6月22日、TBSテレビ） - 三島健 役
- セクシーボイスアンドロボ VOICE 7（2007年、日本テレビ）[注 1]
- 潮風の診療所〜岬のドクター奮戦記〜（2007年6月22日、フジテレビ） - 久保田淳 役
- 医龍-Team Medical Dragon- シリーズ（フジテレビ） - 外山誠二 役
  - 医龍-Team Medical Dragon-2 第2話-（2007年10月18日 - 12月20日）
  - 医龍-Team Medical Dragon-3 第9話・第10話（2010年12月9日・12月16日）
- 1ポンドの福音（2008年1月12日 - 3月8日、日本テレビ） - 石坂雄介 役
- ゴンゾウ 伝説の刑事（2008年7月2日 - 9月10日、テレビ朝日） - 日比野勇司 役
- SOIL（2010年3月6日 - 4月24日、WOWOW） - 片栗尚吾 役
- 鉄の骨（2010年7月3日 - 7月31日、NHK総合） - 山本勲 役
- MM9（2010年7月7日 - 9月29日、毎日放送） - 灰田涼 役
- 外科医 須磨久善（2010年9月5日、テレビ朝日） - 野村の息子 役
- 見知らぬわが町（2010年12月10日、NHK福岡） - 岡林利之 役
- トライ・エイジ -三世代の挑戦-（2011年2月10日、NHK BS-hi） - 石川啄木 役
- 名前をなくした女神（2011年4月12日 - 6月21日、フジテレビ） - 安野英孝 役
- 連続テレビ小説（NHK総合）
  - おひさま 第12週 第70回 - 第72回（2011年6月23日 - 6月25日） - 上原秀雄 役
  - わろてんか（2017年10月 - 2018年3月） - 伊能栞 役
- ラストマネー -愛の値段- 第4話（2011年10月4日、NHK総合） - 山之内隆道 役
- 火車（2011年11月5日、テレビ朝日） - 倉田康司 役
- 11人もいる！ 第6話・第7話（2011年11月25日・12月2日、テレビ朝日） - 外山謙介 役
- 妄想捜査〜桑潟幸一准教授のスタイリッシュな生活 第6話（2012年2月26日、テレビ朝日） - 山内康夫 役
- 早海さんと呼ばれる日 第8話・第9話（2012年3月4日・3月11日、フジテレビ） - 鳥谷秋彦 役
- 時代劇法廷 CASE 9 被告人は土方歳三（2012年3月20日、時代劇専門チャンネル） - 土方歳三 役
- Wの悲劇（2012年4月26日 - 6月14日、テレビ朝日） - 間崎鐘平 役
- 浪花少年探偵団 第6話（2012年8月6日、TBSテレビ） - 山下博夫 役
- みをつくし料理帖（2012年9月22日・2014年6月8日、テレビ朝日） - 又次 役
- ヒトリシズカ 第1話（2012年10月21日、WOWOW） - 木崎信吾 役
- ラストホープ 第6話・第7話・第9話 - 第11話 （2013年2月19日 - 3月26日、フジテレビ） - 斉藤健 役
- ラスト・ディナー 第6夜「エール」（2013年4月13日、NHK BSプレミアム） - カイト 役
- たべものがたり 彼女のこんだて帖 第5話・第6話（2013年4月14日・4月21日、NHK総合） -  山田尚哉 役
- 激流〜私を憶えていますか?〜（2013年6月25日 - 8月13日、NHK総合） - 秋芳研二 役
- Woman（2013年7月3日 - 9月11日、日本テレビ） - 澤村友吾 役
- 夜のせんせい（2014年1月17日 - 3月21日、TBSテレビ） - 山田一郎 役
- モザイクジャパン（2014年5月18日 - 6月15日、WOWOW） - 九井良明 役
- ペテロの葬列（2014年7月7日 - 9月15日、TBSテレビ） - 橋本真佐彦 役
- 信長協奏曲 第5話 -（2014年11月10日 - 12月22日、フジテレビ） - 浅井長政 役
- だから荒野（2015年1月11日 - 3月1日、NHK BSプレミアム） - 亀田章吾 役
- Dr.倫太郎（2015年4月15日 - 6月17日、日本テレビ） - 福原大策 役
- 民王（テレビ朝日） - 貝原茂平 役
  - 民王（2015年7月24日 - 9月18日）
  - 民王スペシャル〜新たなる陰謀〜（2016年4月15日）
  - 民王スピンオフ〜恋する総裁選〜（2016年4月22日） - 主演
  - 民王R 第1話・3話・5話・7話・最終話（2024年10月22日・11月5日・19日・12月3日・10日）[88]
- ザ・プレミアム 玉音放送を作った男たち（2015年8月1日、NHK BSプレミアム） - 陸軍少佐・畑中健二 役
- 山本周五郎人情時代劇 第一話「なみだ橋」（2015年10月6日、BSジャパン） - 新吉 役
- ザ・プレミアム「大江戸炎上」（2016年1月3日、NHK BSプレミアム）ドラマ部分 - 保科正之 役
- いつかこの恋を思い出してきっと泣いてしまう（2016年1月18日 - 3月21日、フジテレビ） - 佐引穣次 役
- 僕のヤバイ妻（2016年4月19日 - 6月14日、関西テレビ・フジテレビ系） - 鯨井和樹 役[89]
- グ・ラ・メ！〜総理の料理番〜（2016年7月22日 - 9月9日、テレビ朝日） - 清沢晴樹 役[90]
- プリンセスメゾン（2016年10月25日 - 12月13日、NHK BSプレミアム） - 伊達政一 役[91]
- わたしに運命の恋なんてありえないって思ってた（2016年12月20日、関西テレビ・フジテレビ系） - 黒川壮一郎 役[92]
- カルテット（2017年1月17日 - 3月21日、TBSテレビ） - 家森諭高 役[93]
- 民衆の敵〜世の中、おかしくないですか!?〜（2017年10月23日 - 12月25日 、フジテレビ） - 藤堂誠 役[94]
- 僕らは奇跡でできている（2018年10月9日 - 12月11日、関西テレビ・フジテレビ系） - 主演・相河一輝 役[95]
- みかづき（2019年1月26日 - 2月23日、NHK総合）[96] - 主演・大島吾郎 役（永作博美とダブル主演）[97]
- 赤バッヂ（2019年3月2日、フジテレビ） - 牧田修 役[注 2]
- 東京独身男子（2019年4月13日 - 6月8日、テレビ朝日） - 主演・石橋太郎 役[98]
- 凪のお暇（2019年7月19日 - 9月20日、TBSテレビ） - 我聞慎二 役[99]
- 今だから、新作ドラマ作ってみました 第3夜「転・コウ・生」（2020年5月8日、NHK総合） - タカハシイッセイ 役[100][101]
- スパイの妻（2020年6月6日、NHK BS8K） - 福原優作 役[102]
- 竜の道 二つの顔の復讐者（2020年7月28日[注 3] - 9月15日、関西テレビ・フジテレビ系） - 矢端竜二 役[105]
- 岸辺露伴は動かない（NHK総合） - 主演・岸辺露伴 役[106]
  - 第1話「富豪村」、第2話「くしゃがら」、第3話「D.N.A」（2020年12月28日 - 30日）
  - 第4話「ザ・ラン」、第5話「背中の正面」、第6話「六壁坂」（2021年12月27日 - 29日）[107]
  - 第7話「ホットサマー・マーサ」、第8話「ジャンケン小僧」（2022年12月26日 - 27日）[108][109]
  - 第9話「密漁海岸」（2024年5月10日）[110]
- 天国と地獄〜サイコな2人〜（2021年1月17日 - 3月21日、TBSテレビ） - 日高陽斗 役[111]
- 恋せぬふたり（2022年1月10日 - 3月21日、NHK総合） - 主演・高橋羽 役（岸井ゆきのとダブル主演） [112][113][114]
- インビジブル（2022年4月15日 - 6月17日、TBSテレビ） - 主演・志村貴文 役[115][116]
- 雪国 -SNOW COUNTRY- （2022年4月16日、NHK BSプレミアム・NHK BS4K〈3月28日に先行放送〉[注 4]） - 主演・島村 役
- 6秒間の軌跡〜花火師・望月星太郎の憂鬱（2023年1月14日 - 3月18日、テレビ朝日） - 主演・望月星太郎 役[119][120]
  - 6秒間の軌跡～花火師・望月星太郎の2番目の憂鬱（2024年4月13日 - 6月8日）[121]
- ブラック・ジャック（2024年6月30日、テレビ朝日） - 主演・ブラック・ジャック 役[122][123]
- 1972 渚の螢火（2025年10月19日〈予定〉 - 、WOWOW） - 主演・真栄田太一 役[124][125]

### 舞台
- レ・ミゼラブル（1991年） - ガブローシュ 役
- にごり江（1998年、作：堀井康明、演出：蜷川幸雄） - 藤本信如 役
- フォーティンブラス（2001年、作：横内謙介、演出：栗田芳宏、扉座） - オズリック役の俳優：岸川和馬 役
- LOVE LOVE LOVE 2001（2001年、扉座）
- 新羅生門（2002年、作：横内謙介、演出：茅野イサム、扉座）
- いちご畑よ永遠に（2002年、作・演出：横内謙介、扉座） - チンク 役
- 夜曲-放火魔ツトムの優しい夜（2003年、作：横内謙介、演出：茅野イサム、扉座） - 主演・ツトム 役
- リーディングドラマ「溺れた世界」（2003年、作：ゲイリー・オーウェン、演出：白井晃） - 主演・ダレン 役
- ハルシオン・デイズ（2004年、KOKAMI@network、作・演出：鴻上尚史） - 平山明生 役
- 新編・吾輩は猫である（2005年、作：宮本研、演出：井上尊晶、シスカンパニー） - 吾輩・周[魯迅] 役
- 歩兵の本領（2005年、演出：杉田成道） - 佐々木二等陸士 役
- トランス ユースバージョン（2005年11月、作・演出：鴻上尚史、KOKAMI@network） - 立原雅人 役
- アイスクリームマン（2005年、作・演出：岩松了） - 水野 役
- 漂う電球（2006年、作：ウディ・アレン、演出：ケラリーノ・サンドロヴィッチ） - スティーブ・ポラック 役
- ファイナルファンタジックスーパーノーフラット（2007年、作・演出：本谷有希子） - 主演・トシロー 役
- 瞼の母（2008年） - 金町の半次郎 役
- から騒ぎ（2008年、演出：蜷川幸雄） - ビアトリス 役
- イッセーオカダ 空箱（2008年、作・脚本・出演：岡田義徳、高橋一生）
- ガス人間第一号（2009年） - 主演・橋本 役
- エネミイ（2010年7月、新国立劇場） - 息子・礼司 役
- 窓（2010年9月、作・演出：倉持裕、本多劇場） - 清輝 役
- 深説・八犬伝〜村雨恋奇譚〜（2011年2月、作・演出：西田大輔、シアタークリエ） - 主演・犬塚信乃 役
- 第三舞台 封印解除&解散公演「深呼吸する惑星」（2011年11月、作・演出：鴻上尚史） - 銀河/橘 役
- 温室（2012年6月、作：ハロルド・ピンター・演出：深津篤史、新国立劇場） - ギブス 役
- 朗読劇『不帰の初恋、海老名SA』（2012年、作・演出：坂元裕二）
- 4 four（2012年11月、作：川村毅・演出：白井晃、シアタートラム）
- 『教授』〜流行歌の時代とある教授の人生〜（2013年）
- Like Dorothy ライクドロシー（2013年11月 作・演出：倉持裕、本多劇場） - アクロ 役
- 朗読劇『不帰の初恋、海老名SA』『カラシニコフ不倫海峡』（2014年、作・演出：坂元裕二）
- マーキュリー・ファー Mercury Fur（2015年2月、演出：白井晃、シアタートラム） - 主演・エリオット 役[126]
- 元禄港歌〜千年の恋の森〜（2016年1月、演出：蜷川幸雄、Bunkamuraシアターコクーン / シアターBRAVA！） - 万次郎 役
- レディエント・バーミン（2016年7月、演出：白井晃、シアタートラム） - 主演・オリー 役[127]
- スジナシ BLITZシアター Vol.9 第一夜〜笑福亭鶴瓶×高橋一生（2019年2月25日、マイナビBLITZ赤坂）[128]
- 絢爛豪華 祝祭音楽劇 天保十二年のシェイクスピア（2020年2月・3月、作：井上ひさし、演出：藤田俊太郎、日生劇場 / 梅田芸術劇場） - 主演・佐渡の三世次 役[129] ※新型コロナウイルス拡大防止のため、東京3公演、大阪全公演中止。
- 朗読劇『忘れえぬ 忘れえぬ』『不帰の初恋、海老名SA』『カラシニコフ不倫海峡』（2021年4月13日・18日、作・演出：坂元裕二、よみうり大手町ホール）[130]
- NODA・MAP第24回公演 『フェイクスピア』（2021年5月 - 7月、作・演出：野田秀樹、東京芸術劇場プレイハウス / 新歌舞伎座） - 主演・mono 役[131][132]
- パルコ・プロデュース2022『2020』（2022年7月 - 8月、作：上田岳弘、演出：白井晃、PARCO劇場他） -  一人舞台[133]
- NODA・MAP 第26回公演『兎、波を走る』（2023年6月 - 8月、作・演出：野田秀樹、東京芸術劇場プレイハウス / 新歌舞伎座 / 博多座） - 主演・脱兎 役[134]

### オーディオブック
- 村上春樹『騎士団長殺し』（2022年、Audible ） - 朗読[135]

### 劇場アニメ
- おもひでぽろぽろ（1991年、スタジオジブリ） - 岡島タエ子の小学校のクラスメイト 役
- 耳をすませば（1995年、スタジオジブリ） - 天沢聖司 役[136]

### テレビアニメ
- ムーミン谷のなかまたち（2019年4月4日 - 、NHK BS4K） - スナフキン 役[137]

### 吹き替え
- THIS IS US 36歳、これから（2017年10月1日 -2018年2月4日、NHK総合） - ケヴィン・ピアソン 役（ジャスティン・ハートリー） ※シーズン1のみ[138]

### その他のテレビ番組（主な特番含む）
- 世界ウルルン滞在記（2001年12月16日、毎日放送） -「ラオス ンゲ族の実りの秋に…高橋一生が出会った」
- 学問の秋スペシャル！ 日本の歴史「関ヶ原の戦い」（2005年9月、フジテレビ） - 小早川秀秋 役
- ウルトラゾーン（2011年12月、テレビ神奈川・千葉テレビ・テレビ埼玉・サンテレビ・名古屋テレビ） - 宇佐美信 役
- タモリ倶楽部（2011年9月30日、2012年4月13日、2013年8月10日、2016年7月22日[139]、テレビ朝日） - 不定期出演
- くりぃむクイズ ミラクル9（2015年7月8日、12月2日、2016年4月13日、テレビ朝日）  - 不定期出演
- となりのシムラ（NHK総合）
  - #3「お似合いです」「雄三おじちゃん」（2015年12月25日）[140]
  - #4「既読」（2016年3月26日）[141]
- 関口宏の東京フレンドパーク2017 新春ドラマ大集合SP!!（2017年1月9日、TBSテレビ）
- 美しい日本に出会う旅（2017年4月 - 2021年10月、BS-TBS） - 旅の案内人（ナレーション）[142]
- シブヤノオト（2017年4月23日、NHK総合）[143]
- 大河ドラマ『おんな城主 直虎』コンサート 〜戦う花・直虎の愛〜（2017年6月10日、NHK総合） - ドラマゲスト[144]
- FNS番組対抗 オールスター秋の祭典 目利き王決定戦（2017年10月2日、フジテレビ）
- ネプリーグ（2017年10月16日、フジテレビ）[145]
- SONGS （2017年12月16日、NHK総合）[146]
- 第68回NHK紅白歌合戦（2017年12月31日、NHK総合・ラジオ第1） - ゲスト審査員[147]
- ボクらの時代（2018年2月4日[148]、2018年10月21日[149]、フジテレビ系列）
- NHKスペシャル シリーズ人類誕生（2018年4月8日、5月13日、7月15日〈全3回〉、NHK総合） - 番組ナビゲーター[150][151]
- ZEROCULTURE特別版「高橋一生初めてのルーヴル〜アートと英雄をめぐる旅」（2018年5月26日、日本テレビ）
- FNS番組対抗 オールスター秋の祭典 目利き王決定戦（2018年10月1日、フジテレビ）[152]
- 坂上どうぶつ王国 （2018年10月12日、フジテレビ）[153]
- 三大巨匠 奇跡の名画〜4Kでよみがえる黒澤・小津・溝口〜（2018年11月24日、NHK総合 / 2018年11月27日、NHK BSプレミアム） - ナビゲーター
- 土曜スタジオパーク（2019年2月2日、NHK総合）[154]
- スジナシBLITZシアターVol.9 第一夜〜笑福亭鶴瓶×高橋一生（2019年2月25日、TBSテレビ）
- 関口宏の東京フレンドパーク2019 7月ドラマ大集合SP!!（2019年7月1日、TBSテレビ）
- サワコの朝（2019年7月13日、TBSテレビ）[155]
- The Covers「スカパラSP / 奥田民生・高橋一生」（2019年9月29日、NHK BSプレミアム） - ゲスト出演[24]
- 高橋一生の気ままにスナフキン旅（2020年1月11日、NHK総合・2020年1月26日、NHK Eテレ）
- ドキュメント"スパイの妻"〜女優・蒼井優が挑む監督・黒沢清の世界〜（2020年3月28日、NHK BS4K） - 語り[156]
- 豪華俳優が本気で食べたいグルメ争奪戦！FNS春の祭典2020（2020年3月28日、フジテレビ）
- 関口宏の東京フレンドパーク 新春3ドラマ 超豪華俳優大集結SP!!（2021年1月3日、TBSテレビ）[157]
- オールスター感謝祭'22春（2022年3月26日、TBSテレビ）
- ウェルカム!よきまるハウス（2024年4月23日、NHK Eテレ）[158]

### ラジオ

#### ラジオドラマ
- 特集・少年ドラマシリーズ 「夏の庭」（1993年8月28日、NHK-FM）[159]
- FMシアター（NHK-FM）
  - 時の旅人（1999年12月4日）[160]
  - ウィニングボール（2011年7月30日）[161]
  - 映画を聴きに行きませんか（2013年2月2日）[162]
- 青春アドベンチャー 「金原屋ゴメス」（2006年6月19日 - 30日、NHK-FM）[163]

#### 朗読
- SOUNDS OF STORY〜ASADA JIRO LIBRARY〜「ろくでなしのサンタ」（2014年12月13日、J-WAVE）[164]

### 配信ドラマ
- 民王番外編 秘書貝原と6人の怪しい客（2016年4月配信開始、ビデオパス・テレ朝動画） - 主演・貝原茂平 役[165]

### WEB CM
- ビタースウィート〜オトナの交差点〜第1話「春子編」（2014年9月30日、ネスレシアターon YouTube） - 一郎 役
- KIRIN キリンビール
  - 『旅する氷結』「世界と出会おう（カラマリ）篇」（2017年4月4日）[166]
  - 氷結 ICEBOX「あたらしくいこう 2017」 高橋一生×浜野謙太篇（2017年6月27日）[167]
- 資生堂『スノービューティー ホワイトニング フェースパウダー 2017』特設サイトショートムービー『Laundry Snow』 朝篇「21:25 東京発、プラハ行き｣ 夜篇「夏ノ空ニ、降ル雪ハ｣（2017年7月7日） - 主演・店主 雪野夏生 役（武井咲とW主演）[168][169]
- NTTドコモ 25周年ムービー「25年前の夏」篇（2017年7月18日 - ） -主演・和哉 役（黒木華、高杉真宙、清原果耶と共演）
- ミツカン
  - 『一生さんと〆チェン』シリーズ（4種類）（2017年10月13日 - ）
  - 追いがつおつゆ『お兄ちゃんのおいしいサプライズ』シリーズ（2018年5月2日 - ）[170]
  - 『「鶏だし生姜鍋つゆ」〜〆野さん ちゃっかり〆チェン篇〜』、『「ごま豆乳鍋つゆ」〜〆野さん スイーツ風〆チェン篇〜』（2018年10月12日 - ）
  - 『「キムチ鍋つゆ」〜〆野さん モテ〆チェン篇〜』、『「焼あごだし鍋つゆ」〜〆野さん 惚れ直し〆チェン篇〜』（2018年11月2日 - ）
  - 『熱血！旬鍋トレーナー ミネストローネ鍋篇』（2019年10月21日 - ）（小野賢章と共演）
  - 『熱血！旬鍋トレーナー キムチ鍋篇』（2019年11月14日 - ）（小野賢章と共演）
  - 『ごま豆乳鍋つゆ 鍋の〆はムフフのフー篇』（2020年10月17日 - ）
  - 『焼あごだし鍋つゆ 鍋の〆はムフフのフー篇』（2020年11月27日 - ）
- ダイハツ
  - 安全装備 みんなの安全安心プロジェクト『安全安心ドライビングスクール 俺様教官 篇』、『安全安心ドライビングスクール 優男教官 篇』、『スマアシ体感動画』（2017年12月1日 - ）
  - 安全装備 高橋111世 『エアードライブ』篇（2018年8月28日 - ）
- ブシュロン『Cinder Ella（シンデレラ） ある愛と自由の物語』（2018年5月24日 - ） - 主演（レティシア・カスタとのW主演）[171][172]
- 保険のビュッフェ『伝えたい夫』篇（2018年12月1日 - ）
- コミックシーモア曜日別ごほうびメッセージ「月曜篇」、「火曜篇」、「水曜篇」、「木曜篇」、「金曜篇」、「休日篇」、「長期休暇篇」（2019年7月31日 - ）
- ブルボン 『アルフォート』
  - 「アルフォートのおいしさ 篇」、「〇〇なときのアルフォート 篇」、「アルフォート好きの自己紹介 篇」（2021年8月24日 - ）
  - 「アルフォート、ある?」篇、アルフォート×Vaundy Special Movie 『出会い』編（2021年9月7日 - ）[173][174]
- クラシエホームプロダクツ『The Naive』泡レポ対談（泡だち篇）、泡レポ対談（泡もち篇）、泡レポ対談（泡の香り篇）（2022年3月4日 - ）
- 「横浜銀行カードローン」（2023年7月28日 - ）

### テレビCM
- ドラゴンクエストIV 導かれし者たち
- 富士通『プリシェ』（2000年 - ）※田中麗奈と共演
- 資生堂『UNO』※中居正広と共演
- ダイハツ工業『ミライース』
  - 初代（2011年 - 2013年）※ブルース・ウィリス、綿引勝彦と共演
  - 2代目「いつものしあわせ」篇（2017年5月 -  ）※藤本哉汰と共演
- トヨタ自動車『VOXY』「集まろうぜ」篇、「俺スイッチON」篇（2014年）※瑛太、波岡一喜、大西利空と共演
- ネスレ日本『キットカット』（2014年）※本仮屋ユイカと共演
- ENEOS（2016年）※吉田羊と共演（30秒verで顔を僅かに確認できる）
- 森永乳業『MOW』（2017年 - 2019年）[175][176]
- キリンビール
  - 氷結（2017年 - 2019年  2021年 - 2022年）※浜野謙太と共演[177][167][178]
  - キリン零ICHI（2019年）
  - 本麒麟（2019年 - 2020年）※江口洋介、杏と共演
  - 氷結無糖レモン（2020年 - ）[179][180][181]
  - KIRIN Premium ジンソーダ 杜の香（2024年 - ）※三吉彩花と共演[182]
- NTTドコモ
  - dTV（2017年 - 2018年）※長澤まさみと共演[183][184]
  - 25周年ムービー（2017年）※黒木華、高杉真宙、清原果耶と共演
  - dヒッツ（2017年）※清原果耶と共演[185]
- ミツカン
  - 鍋つゆ（2017年 - 2023年）※優香、平泉成と共演
  - 追いがつおつゆ（2018年 - 2019年）[170]※原田美枝子と共演
  - エスニックしゃぶしゃぶ（2022年）
- P&G『ファブリーズMEN』 （2017年）[186]
- クラシエホームプロダクツ
  - ディアボーテ HIMAWARI（2018年 - ） - ナオキ 役 ※さとうほなみ、奈緒と共演[187][188][189][190]
  - The Naive（2022年）
- キリンビバレッジ『生茶』（2018年 - 2020年）※森山直太朗と共演[191]
- FPパートナー『保険のビュッフェ→マネードクター』（2018年 - 2020年）
- AGC『なんだし、なんだし、AGC』（2018年 - 2021年）
- ホワイトエッセンス（2019年）[192]
- NTTソルマーレ『コミックシーモア』（2019年 - 2020年）[193]
- 日本マクドナルド
  - グラコロ（2020年）[194]
  - チキンマックナゲット（2023年）[195]
- リクルートエージェント ※柳楽優弥と共演
  - 「その男たち」篇、「お仕事」篇（2021年2月20日 - ）
  - 「立ち上がっちゃう」篇、「顔に出ちゃう」篇（2021年7月21日 - ）[196]
  - 「幅広い可能性から」篇、「見つかります」篇（2022年2月1日 - ）[197]
  - 「転職は孤独？」篇、「強みは自分にしかわからない？」篇（2022年8月31日 - ）
  - 「だったらつくるだけだ？」篇、「ひとりで探せる時代だ？」篇（2023年2月9日 - ）
  - 「ここぞの時を　面接前」篇、「ここぞの時を　転向」篇（2023年9月1日 - ）
  - 「ささやくふたり エスカレーター」篇、「ささやくふたり 足つぼマッサージ」篇、「ささやくふたり バッティングセンター」篇（2024年8月7日 - ）[198]
- はるやま商事（2021年）
- ジョンソン・エンド・ジョンソン「アキュビュー」（2021年 - 2024年）[199][200]
- アマゾンジャパン「Amazon Prime Video」（2021年 - 2022年）[201][202]
- ブルボン『アルフォート』（2021年 - 2023年）[203][173][204][205]
- 損害保険ジャパン
  - 自動車保険（2021年10月1日 - ）[206][207][208]
  - Driving!（2022年3月 - ）[208]
- パーク24 『タイムズカー』
  - 「今って、そうなってんの？」篇（2023年5月1日 - ）[209]
  - 「レール＆カーシェア」篇 （2023年11月1日 - ） [210]
- 東京シティ競馬
  - 「平日に、三冠を。Dirt Dream.TCK 羽田盃」篇（2024年4月17日 - ）※高橋文哉、中村アンと共演[211]
  - 「Dirt Dream.TCK 帝王賞」篇（2024年6月18日 - ）※高橋文哉、中村アンと共演[212]
  - 「平日に、三冠を。Dirt Dream.TCK ジャパンダートクラシック」篇（2024年10月2日 - ）※高橋文哉、中村アンと共演[213]
- 東京ガス『IGNITURE』（2024年 - ）[214]
- マルハニチロ食品（2024年 - ）[215]
- パリミキ「眼を救へ」篇（2024年 - ）[216]

### ゲーム
- ディシディア ファイナルファンタジー（2016年、アーケードゲーム） - スピリタス 役（声）[217]
- ディシディア ファイナルファンタジー オペラオムニア（2017年 - 2024年、Android、iOS） - スピリタス 役（声）
- ディシディア ファイナルファンタジー NT（2018年1月11日、PS4） - スピリタス 役（声）[218]

### ミュージック・ビデオ
- エイジアエンジニア「Orion」（2007年）[219]
- K「Brand New Day『ビタースウィート〜オトナの交差点〜Ver.』」（2014年）[220]

## 作品
- Doughnuts Hole「おとなの掟」（2017年） - テレビドラマ『カルテット』主題歌。高橋を含む主要キャスト4名（松たか子、満島ひかり、松田龍平）による期間限定ユニットでの歌唱参加[221]。
- 菅野よう子『緊急特盤 鶴のうた』（2017年） - 2017年NHK大河ドラマ『おんな城主 直虎』で小野但馬守政次を演じ、第33回で出番を終えた際の追悼企画として、主演ではないが、異例のCDが発売された。高橋は朗読で参加[222][223]。
- エレファントカシマシ トリビュート・アルバム『エレファントカシマシ カヴァーアルバム3〜A Tribute to The Elephant Kashimashi〜』（2018年3月21日） - 東京スカパラダイスオーケストラ×高橋一生として参加、「俺たちの明日」でヴォーカル担当[224]。
- きみに会いたい-Dance with you-（2019年6月5日、5月28日より先行配信開始[225]） - ソロ名義デビュー作。ユニバーサルシグマよりリリース。主演テレビドラマ『東京独身男子』主題歌。作詞・作曲・プロデュースは宮本浩次[23][226]。カップリングにはエレファントカシマシの「赤い薔薇」のカバーを収録。

## その他
- 宇宙に咲く星たちへ Songs by Superfly（2016年9月10日 - 2017年5月21日、コニカミノルタプラネタリウム“満天” in Sunshine City） - ナレーション[227]
- 大河ドラマ「おんな城主 直虎」コンサート 〜戦う花・直虎の愛〜（2017年5月28日、アクトシティ浜松 中ホール） - ドラマゲスト
- ルーヴル美術館展 肖像芸術-人は人をどう表現してきたか（2018年5月30日 - 9月3日、国立新美術館・2018年9月22日 - 2019年1月14日、大阪市立美術館） - オフィシャルサポーター・音声ガイド[228]
- S.H.Figuarts 岸辺露伴（2024年） - 映画『岸辺露伴 ルーヴルへ行く』岸辺露伴 可動フィギュアのモデルと監修[229]
- OTOBUTAI 2024 HORYUJI（2024年9月7日、法隆寺 西院伽藍屋外特設ステージ）[230]